# Nereus și Achilleus
Nereus și Achilleus, redați în limba română și ca Ss. Nereu și Ahile, sunt sfinți martiri creștini.
Se știe foarte puțin despre viața acestor doi martiri. Așa cum reiese dintr-o inscripție funerară, erau probabil soldați pretorieni la Roma, aflați în slujba tribunalului. Convertindu-se la credința creștină, au părăsit armata; de aceea au fost condamnați la moarte, murind ca martiri la Terracina, probabil în vremea prigoanei lui Dioclețian, în jurul anului 304. În anul 592, Papa Grigore cel Mare a ținut o predică (Omilia XXVIII) la mormântul lor, care se păstrează în cimitirul de pe Via Ardeatina, unde a fost înălțată și o bazilică în cinstea lor. 
Potrivit legendei însă, ar fi fost eunuci ai Flaviei Domitilla, nepoata împăratului Domițian. Ar fi fost botezați, împreună cu ea și cu mama acesteia, Plautilla, de însuși Apostolul Petru. Ar fi fost denunțați că sunt creștini chiar de logodnicul Domitillei, deoarece Nereus și Achilleus au convins-o pe aceasta să-și consacre fecioria lui Dumnezeu.
Sărbătoriți în Biserica Catolică la 12 mai.